# VfL Grün-Weiß 05 Viersen
VfL Grün-Weiß 05 Viersen was een Duitse voetbalclub uit Viersen, Noordrijn-Westfalen.

## Geschiedenis
De club werd in september 1905 opgericht als FC Viktoria 05 Viersen. Op 8 augustus 1921 splitste de club zich in SC 05 Viersen en SpV 05 Viersen. Beide clubs fuseerden weer op 8 november 1925 en dan werd de naam VfL Grün-Weiß 05 Viersen aangenomen. In 1930 promoveerde de club naar de hoogste klasse van de Rijncompetitie, een van de acht hoogste klassen van de West-Duitse voetbalbond. De club werd meteen vierde. Het volgende seizoen werd de club, zij het met tien punten achterstand, tweede achter TSV Alemannia Aachen. In 1932/33 werd de zevende plaats behaald.
Na dit seizoen kwam de NSDAP aan de macht en werd het voetbal in Duitsland grondig geherstructureerd. De Gauliga werd ingevoerd als hoogste klasse, en in West-Duitsland werden de acht bestaande competities ontbonden en vervangen door drie Gauliga's. Viersen kwalificeerde zich hier niet voor en slaagde er later ook niet meer in te promoveren.
In 1969 fuseerde de club met FC Germania Viersen tot 1. FC Viersen.